# Spyrídon Margaritópoulos
Spyrídon Margaritópoulos (en grec moderne : Σπυρίδων Μαργαριτόπουλος), souvent appelé Spýros Margaritópoulos (Σπύρος Μαργαριτόπουλος), est un karatéka grec, surtout connu pour avoir remporté une médaille d'argent en kumite individuel masculin open aux championnats du monde de karaté 2008 à Tōkyō, au Japon.

## Résultats
| Résultat           | Date             | Épreuve                   | Catégorie | Compétition                                 | Ville hôte            |
| ------------------ | ---------------- | ------------------------- | --------- | ------------------------------------------- | --------------------- |
| Médaille d'argent  | Février 2001     | Kumite individuel + 75 kg | Cadets    | Championnats d'Europe juniors et cadet 2001 | Nicosie, à Chypre     |
| Médaille de bronze | Février 2003     | Kumite individuel + 80 kg | Juniors   | Championnats d'Europe juniors et cadet 2003 | Wrocław, en Pologne   |
| Médaille d'or      | Octobre 2003     | Kumite individuel + 80 kg | Juniors   | Championnats du monde juniors et cadet 2003 | Marseille, en France  |
| Médaille d'argent  | Février 2004     | Kumite individuel + 80 kg | Juniors   | Championnats d'Europe juniors et cadet 2004 | Rijeka, en Croatie    |
| Médaille de bronze | Mai 2004         | Kumite individuel + 80 kg | Seniors   | Championnats d'Europe 2004                  | Moscou, en Russie     |
| Médaille de bronze | Mai 2006         | Kumite individuel open    | Seniors   | Championnats d'Europe 2006                  | Stavanger, en Norvège |
| 5e place           | Octobre 2006     | Kumite individuel open    | Seniors   | Championnats du monde 2006                  | Tampere, en Finlande  |
| Médaille d'argent  | 15 novembre 2008 | Kumite individuel open    | Seniors   | Championnats du monde 2008                  | Tōkyō, au Japon       |